# Casetify
Casetagram有限公司，商品名Casetify，是一家制造手機殼和电子配饰的香港公司。公司于2011年11月1日由楊子業和吳培燊成立。最初，公司以“Casetegram”为名设计使用Instagram照片定制的手机壳，而后业务扩展到了使用其它不同艺术款、聯名款等设计的配件，2022年，产品开始进入中国内地市场，另外，该品牌的手机壳也时常出现在部分各界知名人士（尤其是演藝界）的自拍照中。

## 争议

### 产品抄袭争议
2023年11月，Dbrand公司将其告上法庭，控诉该品牌的一款手机壳抄袭该公司产品，且在X网站上称部分细节上的差异外，其余包括彩蛋設計元素等基本完全照搬。

### 文化挪用及政治争议
2024年，该品牌与韓國国立中央博物馆联名，其中也包括一款牡丹图案手机壳，在产品宣传中称“在韩国历史中，牡丹一直被视为花中之王”，但遭到一些华人在社交媒體上谴责该品牌指责其文化挪用。此外，还被扒出之前还有一款蝴蝶图案的手机壳出现了日独战局地图也引发华人在社媒上指责。